# Поликарпов пруд
Полика́рпов пруд (Полика́рповский пруд) — пруд на реке Миасс в черте города Миасса (Челябинская область, Россия) рядом с посёлком Динамо. Создан в 1909 году.

## География
Пруд находится при впадении в Миасс левого притока — реки Атлян, по руслу которой образовался рукав пруда. На восточном берегу пруда расположен посёлок Динамо, являющийся микрорайоном города Миасса, на юго-восточном, на другой стороне Миасса — посёлок Мелентьевка. Южный берег пруда низменный, заболочен. На высоком западном берегу находится озеро Кысыкуль.
Пруд имеет следующие параметры: абсолютная отметка уровня воды — 322,2 м, объём водной массы — 3,6 млн м³, площадь водного зеркала — 3,17 км².
Вода пруда используется для технических нужд города.

## История
Поликарпов пруд создан на реке Миасс в 1909 году, в широкой части миасской долины. Назван по фамилии купеческой семьи, владевшей мельницей на реке Миасс.